# بيل هاربر (لاعب كرة قاعدة)
بيل هاربر (بالإنجليزية: Bill Harper)‏ هو لاعب كرة قاعدة أمريكي، ولد في 14 يونيو 1889 في بيرتراند في الولايات المتحدة، وتوفي في 17 يونيو 1951 في سومرفيل في الولايات المتحدة.

## وصلات خارجية
- بيل هاربر على موقعبيزبول رفرنس.كوم (الدوري الرئيسي) (الإنجليزية)
- بيل هاربر على موقعبيزبول رفرنس.كوم (الدوري الثانوي) (الإنجليزية)